# Lukáš Kočař
Lukáš Kočař (1992) es un deportista checo que compite en triatlón.
Ganó dos medallas en el Campeonato Mundial de Triatlón Campo a Través, bronce en 2019 y  plata en 2023, y una medalla de plata en el Campeonato Europeo de Triatlón Campo a Través de 2023.

## Palmarés internacional
| Campeonato Mundial | Campeonato Mundial      | Campeonato Mundial | Campeonato Mundial |
| Año                | Lugar                   | Medalla            | Prueba             |
| ------------------ | ----------------------- | ------------------ | ------------------ |
| 2019               | Pontevedra (España)     | Medalla de bronce  | Individual         |
| 2023               | Ibiza (España)          | Medalla de plata   | Individual         |
| Campeonato Europeo |                         |                    |                    |
| Año                | Lugar                   | Medalla            | Prueba             |
| 2023               | Riva del Garda (Italia) | Medalla de plata   | Individual         |